# Център за икономическо развитие
Центърът за икономическо развитие е сдружение с нестопанска цел (неправителствена организация), създадена през септември 1997 г. след идването на власт на правителството на Обединените демократични сили с премиер Иван Костов. Според заявеното, центърът е продължител на дейността на група икономисти, работещи съвместно от есента на 1996 г. Седалището и адреса на управление на центъра са в София, п.к. 1421, ул. Червена стена № 46.
Председател на центъра е Георги Прохаски, а бивш такъв е Александър Божков.